# Barren County
Barren County is een county in de Amerikaanse staat Kentucky.
De county heeft een landoppervlakte van 1.272 km² en telt 38.033 inwoners (volkstelling 2000). De hoofdplaats is Glasgow.

## Bevolkingsontwikkeling

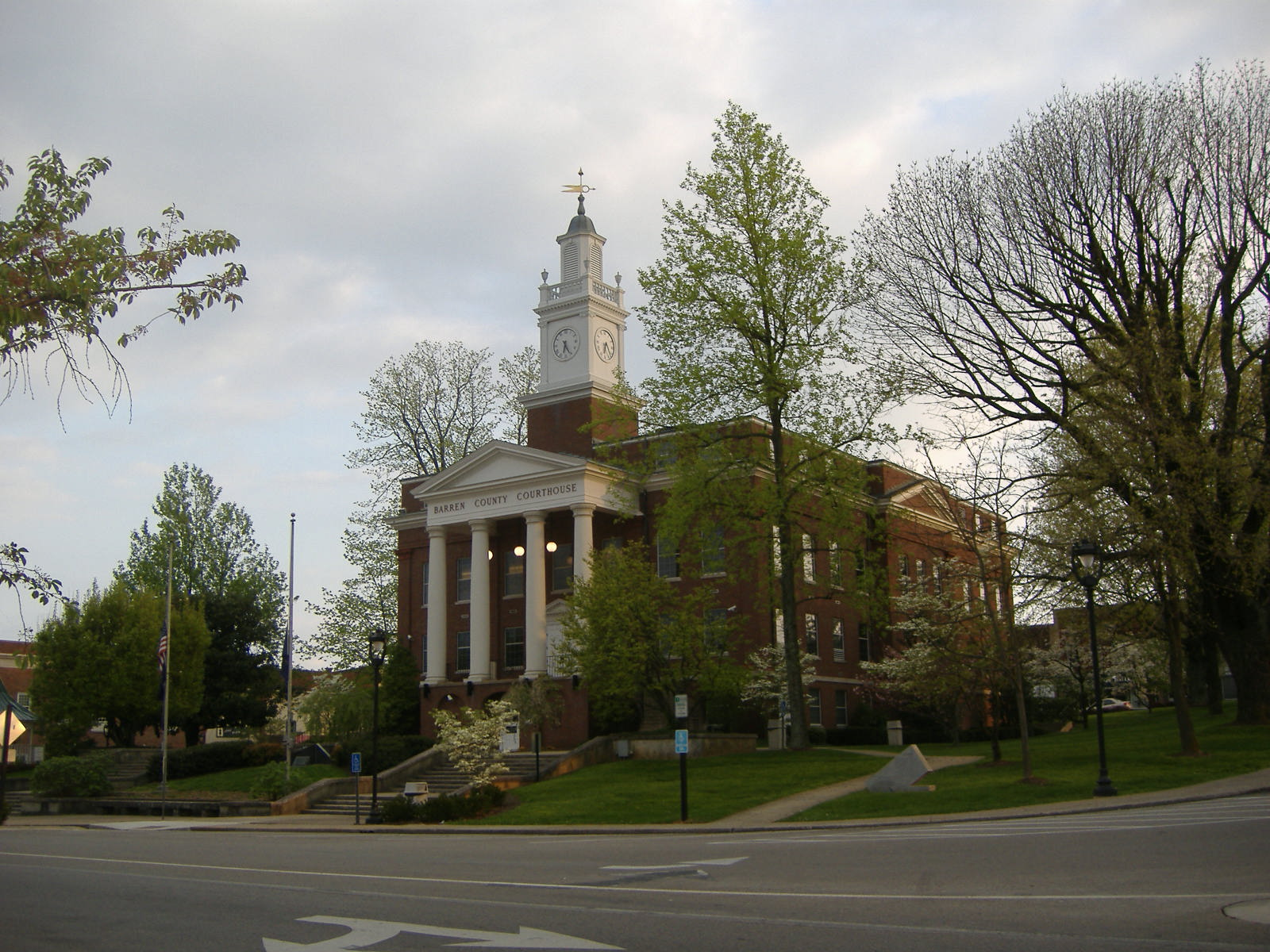
Barren County Courthouse